# Delitto a Posillipo
Delitto a Posillipo è un film italiano del 1967, diretto da Renato Parravicini.
È conosciuto anche con il titolo Londra chiama Napoli.

## Trama
Napoli. Pupetta Amoruso e Roberto Lettieri sono vecchi amici d'infanzia. Dopo un breve fidanzamento, i due decidono di andare a vivere insieme, ma si trovano invischiati loro malgrado in un caso di omicidio.